# James Kwalia
James Kwalia C'Kurui (Kaptama, 12 giugno 1984) è un mezzofondista keniota naturalizzato qatariota, ex detentore del record asiatico indoor dei 5000 metri piani, realizzato a Düsseldorf nel febbraio 2009.

## Biografia
La regione d'origine di James Kwalia è Kaptama, un piccolo villaggio nel Distretto di Mount Elgon, nella Provincia della Rift Valley, in Kenya. Della stessa zona è l'ex mezzofondista e maratoneta Edith Masai.
La prima affermazione atletica di James Kwalia fu in occasione dei Mondiali allievi del 2001. Per l'occasione conquistò il gradino più basso del podio nella finale dei 3000 metri piani. Nel 2003 Kwalia stabilì la maggior parte dei suoi primati personali e sul finire del 2004, sempre correndo i 3000 metri arrivò secondo alla World Athletics Final, manifestazione svoltasi nel Principato di Monaco.
Fu questa l'ultima gara di importanza internazionale a cui Kwalia prese parte correndo per la nazione d'origine: l'anno successivo ottenne la nazionalità qatariota, cosa che gli permise di partecipare alle manifestazioni continentali del continente asiatico. I successi non tardarono ad arrivare: quell'anno vinse i Campionati asiatici, successo che bissò ai Giochi asiatici del 2006.
Nel 2008 partecipò ai Giochi olimpici di Pechino, concludendo all'ottavo posto la gara dei 5000 metri piani. Ma i migliori risultati, tutti in competizioni continentali, Kwalia li ottenne a cavallo tra il 2009 e il 2010: vincitore ai Giochi asiatici indoor (manifestazione in cui stabilì il record continentale indoor sui 3000 metri), ai Campionati asiatici e ai Campionati asiatici indoor.
Negli ultimi anni della sua carriera, Kwalia ha progressivamente allungato la distanza delle gare, passando ai 10000 metri piani. I risultati non sono comunque rilevanti.

## Palmarès
| Anno                        | Manifestazione             | Sede          | Evento        | Risultato | Prestazione | Note              |
| --------------------------- | -------------------------- | ------------- | ------------- | --------- | ----------- | ----------------- |
| In rappresentanza del Kenya |                            |               |               |           |             |                   |
| 2001                        | Mondiali allievi           | Debrecen      | 3000 m piani  | Bronzo    | 7'57"71     |                   |
| In rappresentanza del Qatar |                            |               |               |           |             |                   |
| 2005                        | Mondiali di cross          | Saint-Galmier | Corsa breve   | 15º       | 12'00"      |                   |
| 2005                        | Mondiali                   | Helsinki      | 5000 m piani  | 13º       | 13'38"90    |                   |
| 2005                        | Campionati asiatici        | Incheon       | 5000 m piani  | Oro       | 14'08"56    |                   |
| 2006                        | Giochi asiatici            | Doha          | 5000 m piani  | Oro       | 13'38"90    |                   |
| 2008                        | Campionati asiatici indoor | Doha          | 3000 m piani  | Bronzo    | 7'50"76     |                   |
| 2008                        | Mondiali indoor            | Valencia      | 3000 m piani  | 9º        | 8'00"04     |                   |
| 2008                        | Giochi olimpici            | Pechino       | 5000 m piani  | 8º        | 13'23"48    |                   |
| 2009                        | Mondiali                   | Berlino       | 5000 m piani  | Bronzo    | 13'17"78    |                   |
| 2009                        | Giochi asiatici indoor     | Hanoi         | 3000 m piani  | Oro       | 8'00"40     | Record dei Giochi |
| 2009                        | Campionati asiatici        | Canton        | 5000 m piani  | Oro       | 14'02"90    |                   |
| 2010                        | Campionati asiatici indoor | Teheran       | 3000 m piani  | Oro       | 7'57"73     |                   |
| 2010                        | Mondiali indoor            | Doha          | 3000 m piani  | 8º        | 7'46"12     |                   |
| 2010                        | Giochi asiatici            | Canton        | 5000 m piani  | Argento   | 13'48"55    |                   |
| 2010                        | Giochi asiatici            | Canton        | 10000 m piani | 7º        | 28'55"14    |                   |

## Altre competizioni internazionali
2003
- 5º alla World Athletics Final ( Monaco), 3000 m piani - 7'41"40

2004
- Argento alla World Athletics Final ( Monaco), 3000 m piani - 7'39"40

2005
- 6º alla World Athletics Final ( Monaco), 5000 m piani - 13'41"10

2008
- 5º alla World Athletics Final ( Stoccarda), 3000 m piani - 8'04"07

2011
- 4º al Giro al Sas ( Trento) - 29'25"

2012
- 4º al Giro Media Blenio ( Dongio) - 29'05"